# Port lotniczy Xilinhot
Port lotniczy Xilinhot (IATA: XIL, ICAO: ZBXH) – port lotniczy położony w Xilinhot, w regionie autonomicznym Mongolia Wewnętrzna, w Chińskiej Republice Ludowej.

## Linie lotnicze i połączenia
| Linia Lotnicza           | Kierunek                                                                                |
| ------------------------ | --------------------------------------------------------------------------------------- |
| Air China                | 1. Pekin 2. Pekin-Daxing 3. Hohhot 4. Manzhouli 5. Szanghaj-Pudong 6. Ulanhot           |
| Beijing Capital Airlines | 1. Haikou                                                                               |
| Chengdu Airlines         | 1. Baotou 2. Hohhot 3. Manzhouli 4. Tongliao 5. Ulanhot 6. Zhengzhou                    |
| China Express Airlines   | 1. Baotou 2. Chifeng 3. Chongqing 4. Erenhot 5. Hulun Buir 6. Harbin 7. Hohhot 8. Ordos |
| China United Airlines    | 1. Pekin-Daxing                                                                         |
| Genghis Khan Airlines    | 1. Chifeng 2. Hulun Buir 3. Hohhot                                                      |
| Tianjin Airlines         | 1. Dalian 2. Hohhot 3. Tiencin 4. Tongliao 5. Wuhai                                     |